# آری بودک
آری بودک (انگلیسی: Arie Bodek؛ زاده ۱۹۴۷) یک فیزیک‌دان در زمینه فیزیک هسته ای اهل ایالات متحده آمریکا است.